# Луистаун (Мисури)
Луистаун (енгл. Lewistown) град је у америчкој савезној држави Мисури.

## Демографија
По попису из 2010. године број становника је 534, што је 61 (-10,3%) становника мање него 2000. године.
| Група             | 2000.       | 2010.       |
| Белци             | 580 (97,5%) | 526 (98,5%) |
| Афроамериканци    | 10 (1,7%)   | 6 (1,1%)    |
| Азијати           | 0 (0,0%)    | 0 (0,0%)    |
| Хиспаноамериканци | 3 (0,5%)    | 0 (0,0%)    |
| Укупно            | 595         | 534         |